# Mihai Leu
Mihai Leu (Hunedoara, Distrito de Hunedoara; 13 de febrero de 1968-Bucarest, Rumania; 1 de julio de 2025), también conocido por el sobrenombre de Michael Loewe, es un exboxeador que vivió en Hamburgo. Fue campeón del mundo de peso wélter de la Organización Mundial de Boxeo (OMB).
Mihai se retiró tras una defensa de su título contra Michael Carruth, siendo el segundo europeo, tras Terry Marsh, en retirarse como invicto siendo campeón del mundo. Debido a una lesión, se vio obligado a abandonar el mundo del boxeo, pero pasó a ser piloto de rallies, convirtiéndose más tarde en el campeón nacional de rally.

## Biografía

### Boxeo
Comenzó a boxear a la edad de 18 años en 1977 en el club de Hunedoara. Siguiendo con su carrera ascendente ganó el campeonato nacional durante los años 1983, 1984, 1985 y 1986.
En 1987, se convirtió en Campeón del Mundo Junior.
Durante su carrera amateur, disputó 200 combates, ganando 190 de ellos.
En 1991, pasó a ser profesional, peleando en Alemania, bajo el nombre de Michael Loewe. En 1994, ganó el campeonato de Alemania Intercontinental, ganando a Stefan Schramm en los puntos, más tarde dejaría este título vacante sin defenderlo ninguna vez. Siguiendo peleando, consiguió una oportunidad por el título de la OMB Intercontinental en 1995, venciendo por un KO Técnico en la undécima ronda a Craig Houk. Al igual que hizo con si anterior título lo dejó vacante sin realizar ninguna defensa.
En 1997, peleó contra Santiago Samaniego por el título vacante de la OMB de peso wélter. El combate lo ganó por una decisión unánime siendo de esta manera el segundo rumano de la historia en conseguir ser campeón del mundo de boxeo profesionalmente tras Leonard Doroftei.

### Rally
Debutó en su carrera de rally en 1998 con un Ford Ka, habiendo participado previamente en una carrera en 1994. En el 2001 ya fue subcampeón de Rumanía, hasta que en el 2003, se proclamó campeón nacional conduciendo un Hyundai Accent WRC, con Ciprian Solomon como copiloto. Dejó el mundo del rally en 2008, para volver en 2010 como gerente del Team Jack Daniels.

## Récord profesional
| 28 Ganadas (10 KOs), 0 Derrotas |        |                     |      |             |            |                                    |                                                              |  |
| Res.                            | Record | Oponente            | Tipo | Rd., Tiempo | Datos      | Localidad                          | Notas                                                        |  |
| G                               | 28-0   | Michael Carruth     | MD   | 12          | 1997-09-20 | Tivoli Eissporthalle, Aachen       | Retiene el título de la WBO del peso wélter.                 |  |
| G                               | 27-0   | Santiago Samaniego  | UD   | 12          | 1997-02-22 | Sporthalle, Hamburg                | Gana el título vacante de la WBO del peso wélter.            |  |
| G                               | 26-0   | Eric Jakubowski     | TKO  | 5 (10)      | 1996-11-16 | Sporthalle, Hamburg                |                                                              |  |
| G                               | 25-0   | Jorge Ramírez       | PTS  | 8           | 1996-10-19 | Zoo-Gesellschaftshaus, Frankfurt   |                                                              |  |
| G                               | 24-0   | Dwayne Swift        | KO   | 4 (10)      | 1996-06-08 | Deutz Sporthalle, Cologne          |                                                              |  |
| G                               | 23-0   | Freddy Demeulenaere | PTS  | 8           | 1996-05-04 | Sport und Erholungszentrum, Berlín |                                                              |  |
| G                               | 22-0   | Jose Brand          | PTS  | 8           | 1996-04-13 | Sporthalle, Hamburg                |                                                              |  |
| G                               | 21-0   | Miguel Ángel Pena   | PTS  | 8           | 1995-06-10 | Europahalle, Karlsruhe             |                                                              |  |
| G                               | 20-0   | Craig Houk          | TKO  | 11 (12)     | 1995-04-01 | Saaltheater Geulen, Aachen         | Gana el título vacante WBO Intercontinental del peso wélter. |  |
| G                               | 19-0   | Bobby Butters       | UD   | 8           | 1995-01-28 | Sporthalle, Berlín                 |                                                              |  |
| G                               | 18-0   | Harold Bennett      | PTS  | 8           | 1994-12-17 | Sporthalle, Hamburg                |                                                              |  |
| G                               | 17-0   | Stefan Schramm      | PTS  | 10          | 1994-12-03 | Atelier Bruno Bruni, Hamburg       | Gana el título vacante German International del peso wélter. |  |
| G                               | 16-0   | Benjamin Felix      | TKO  | 2           | 1994-11-13 | Universum Gym, Hamburg             |                                                              |  |
| G                               | 15-0   | Lloyd Ratalsky      | TKO  | 4           | 1994-10-22 | Hansehalle, Lübeck                 |                                                              |  |
| G                               | 14-0   | Attila Veres        | PTS  | 8           | 1994-09-03 | Wiener Neustadt                    |                                                              |  |
| G                               | 13-0   | Gejza Stipak        | TKO  | 4           | 1994-04-10 | Universum Gym, Hamburg             |                                                              |  |
| G                               | 12-0   | Pave Turic          | KO   | 2           | 1994-03-19 | Vienna, Austria                    |                                                              |  |
| G                               | 11-0   | Antonio Daga        | PTS  | 8           | 1994-02-19 | Sportshalle, Hamburg               |                                                              |  |
| G                               | 10-0   | Hector Omar Luque   | PTS  | 6           | 1994-02-05 | Deutschlandhalle, Berlín           |                                                              |  |
| G                               | 9-0    | Nestor Jesus Gil    | PTS  | 8           | 1993-10-15 | Sporthalle, Berlín                 |                                                              |  |
| G                               | 8-0    | Marino Monteyne     | PTS  | 6           | 1993-10-02 | Barbarossa Halle, Kaiserslautern   |                                                              |  |
| G                               | 7-0    | Farid Bennecer      | KO   | 4           | 1993-09-11 | Tivoli Eissporthalle, Aachen       |                                                              |  |
| G                               | 6-0    | Miroslav Strbak     | KO   | 4           | 1993-06-26 | Sporthalle, Hamburg                |                                                              |  |
| G                               | 5-0    | Oscar Washington    | PTS  | 6 (6)       | 1993-05-22 | Tivoli Eissporthalle, Aachen       |                                                              |  |
| G                               | 4-0    | Miroslav Strbak     | PTS  | 6           | 1993-04-03 | Sporthalle, Hamburg                |                                                              |  |
| G                               | 3-0    | Wayne Green         | PTS  | 4           | 1993-02-13 | Sporthalle, Hamburg                |                                                              |  |
| G                               | 2-0    | Jan Mazgut          | KO   | 2           | 1991-12-13 | Minden                             |                                                              |  |
| G                               | 1-0    | Gejza Stipak        | PTS  | 6           | 1991-09-16 | Legien Center, Berlín              |                                                              |  |